# فردوس محمد
فردوس محمد (انگلیسی: Ferdoos Mohammed; ۱۳ ژوئیهٔ ۱۹۰۶ – ۲۲ سپتامبر ۱۹۶۱) هنرپیشه اهل مصر بود. از فیلم‌هایی که او در آن حضور داشته می‌توان به غزل البنات اشاره کرد.